# Nicholas Guild
Nicholas Guild es un novelista estadounidense especializado en ficción histórica. 

## Biografía
Hijo de Walter Francis y Gertrude (Mowry) Guild, nació en 1944 en San Mateo (California).
En 1972 se graduó en la Universidad de Berkeley en Lengua inglesa y filosofía.
Fue profesor de inglés en la Universidad de Clemson (entre 1973 y 1975) y profesor de inglés de la Universidad Estatal de Ohio, a partir del año 1975.
También se dedicó a la crítica literaria en periódicos y revistas especializadas
Escritor de novelas como El Macedonio, El Aviso de Berlín y El Asirio, entre otras. Narra principalmente historias de medio oriente o la Grecia clásica.

## Novelas
- El aviso de Berlín (1984)
- El tatuaje de Linz (1985)
- El asirio (1987)
- La estrella de sangre (1989) - segunda parte de la anterior.
- El macedonio (1993)
- Ángela (1995)
- El herrero de Galilea (2016)
- La daga espartana (2017)